# Certifikált kronométer

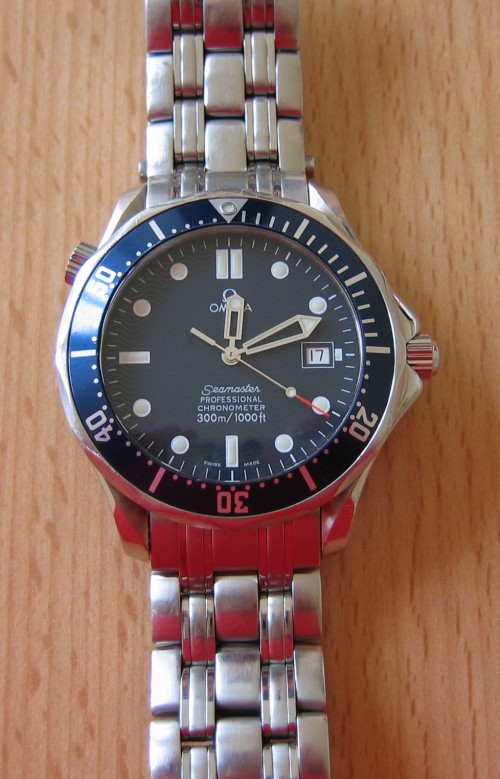
Egy certifikált kronométer, egy Omega Seamaster

Certifikált kronométernek nevezzük a svájci COSC laboratóriumaiban bevizsgált és tanúsított órát.
Öt svájci órakészítő kanton (Bern, Genf, Neuchâtel, Solothurn és Vaud) és a svájci óraipari szövetség 1973-ban hozta létre a Contrôle Officiel Suisse des Chronomètres - COSC nevű független szervezetet, ami az órák pontosságának bevizsgálásával foglalkozik az óragyártók számára, és az eredményről tanúsítványokat állít ki. Ezt megelőzően a 19. századtól kezdve a svájci óragyártók egymástól függetlenül vizsgálták be saját óráikat a saját telephelyükön.
A COSC nem az órák tulajdonosaival áll kapcsolatban, hanem az óragyártókkal, a mérési adatokat kizárólag számukra adja ki. Az óra gyártója ezek után feltüntetheti a teszten átment óratípusa mellett a „Certified by COSC” feliratot, illetve az ehhez használható logóval reklámozhatja a terméket.
Nagyságrendileg évente kb. 1 millió tanúsítványt ad ki a COSC, azonban ez a mennyiség a svájci óragyártásnak mindössze 3%-át teszi ki.
A „kronométer” kifejezést gyakran tévesen olyan időmérő eszközre értik, ami nyomógombbal indítva időtartam mérésére is alkalmas, ennek neve azonban „kronográf” vagy „kronoszkóp”. Az ilyen időmérő szerkezet is lehet emellett „kronométer” is, ha megfelel a COSC követelményeinek.

## Mechanikus kronométer
Az ISO 3159 szabvány határozza meg, hogy milyen mechanikus karóra számít kronométernek. A teszteket 16 napon keresztül végzik, az óra öt helyzetében és háromféle hőmérsékleten (az első tizenegy napon 23 °C-on, a 12.-en 8 °C-on, a 13.-on 23 °C-on, a 14.-en 38 °C-on, a 15-16. napon 23 °C-on). Ez alatt az óra pontosságát és egyenletes járását, illetve az ettől való eltérést mérik, és az eredményekről egy speciális igazolást, ún. „certifikát”-ot állítanak ki, illetve a teszt sikeres elvégzését egy egyedi azonosítószámmal az óra szerkezetében mechanikusan rögzítik.

## Kvarc kronométer
Jelenleg még nincs nemzetközi szabvány a kvarc kronométer meghatározására. A COSC az ISO 3159 alapján kidolgozott egy követelményrendszert, ami szerint az órának kötelezően rendelkeznie kell valamilyen mechanizmussal, ami kompenzálja az órajelet meghatározó kvarc hőmérsékletéből eredő eltérést, mivel a kvarc frekvenciája hőmérsékletfüggő. Az ilyen kompenzációt alkalmazó kvarcóra kb. 10x pontosabb az ezt nélkülöző, „közönséges” kvarcóránál.
Minden egyes kvarcórát 11 napon keresztül tesztelnek, egy pozícióban, háromféle hőmérsékleten (az első 3 napon 23 °C-on, a 4.-en 8 °C-on, az 5.-en  38 °C-on, a 6-12. napon 23 °C-on). A nyolcadik napon egész nap forgatják az órát a tér minden irányában. Végül 200 lökést kap az óra, amik 100 g-s gyorsulásnak felelnek meg.

## Egyéb
Meg kell jegyezni, hogy egy óra lehet „kronométer” pontosságú akkor is, ha nem rendelkezik a COSC által kiadott tanúsítvánnyal. Ezek közé tartoznak például a rádióvezérelt órák, amik atomórák által kisugárzott rádiójelek alapján mutatják az időt.
A COSC laboratóriumaihoz a pontos időt két atomóra biztosítja, amiket GPS-szel szinkronizálnak.

## A vizsgált értékek
| mechanikus óra (20 mm-nél nagyobb átmérő)                  | kvarcóra                                                                  |
| ---------------------------------------------------------- | ------------------------------------------------------------------------- |
| napi eltérés: −4/+6 s                                      | átlagos napi eltérés 23 °C-on: ±0,07 s                                    |
| az eltérés átlagos szórása: 2 s                            | eltérés 8 °C-on: ±0,2 s                                                   |
| legnagyobb eltérés a járásban: 5 s                         | eltérés 38 °C-on: ±0,2 s                                                  |
| eltérés a vízszintes és függőleges pozíció között: −6/+8 s | járás stabilitása: 0,05 s                                                 |
| legnagyobb járáseltérés: 10 s                              | dinamikus járásstabilitás: ±0,05 s                                        |
| hőmérsékleti változás: ±0,6 s                              | mechanikus gyorsulás átmeneti hatása: ±0,05 s                             |
| járás folyamatossága: ±5 s                                 | járás folyamatossága: ±0,05 s                                             |
| (nincs mérve)                                              | mechanikus gyorsulás tartós hatása: ±0,05 s; 200-szor gyorsulás 100 g-vel |